# تويكست
تويكست (بالإنجليزية: Twixt)‏ هو فيلم رعب من كتابة، إخراج وإنتاج فرانسيس فورد كوبولا ومن بطولة فال كيلمر، بروس ديرن، إيل فانينغ وبن شابلن، صدر الفيلم في 4 سبتمبر 2011. حقق الفيلم إيرادات بلغت 1.3 مليون دولار مقابل ميزانية بلغت 7 مليون دولار.

## روابط خارجية
- تويكست على موقع IMDb (الإنجليزية)
- تويكست على موقع ميتاكريتيك (الإنجليزية)
- تويكست على موقع الموسوعة البريطانية (الإنجليزية)
- تويكست على موقع روتن توميتوز (الإنجليزية)
- تويكست على موقع نتفليكس (الإنجليزية)
- تويكست على موقع قاعدة بيانات الأفلام العربية
- تويكست على موقع ألو سيني (الفرنسية)
- تويكست على موقع Turner Classic Movies (الإنجليزية)
- تويكست على موقع أول موفي (الإنجليزية)
- تويكست على موقع فيلمافينيتي (الإسبانية)